# Lista do Patrimônio Mundial na Albânia
A Organização das Nações Unidas para a Educação, a Ciência e a Cultura (UNESCO) propôs um plano de proteção aos bens culturais do mundo, através do Comité sobre a Proteção do Património Mundial Cultural e Natural, aprovado em 1972. Esta é uma lista do Patrimônio Mundial existente na Albânia, especificamente classificada pela UNESCO e elaborada de acordo com dez principais critérios cujos pontos são julgados por especialistas na área. A Albânia ratificou a convenção em 10 de julho de 1989, tornando seus locais históricos elegíveis para inclusão na lista.
O sítio Butroto foi o primeiro local de San Marino incluído na lista do Patrimônio Mundial da UNESCO por ocasião da 16.ª Sessão do Comitê do Património Mundial, realizada em Santa Fé (Estados Unidos) em 1992. Desde então, a Albânia totaliza 4 sítios classificados como Patrimônio da Humanidade, sendo 2 deles de classificação Cultural, 1 de classificação Natural e 1 de classificação Mista. 

## Bens culturais e naturais
A Albânia conta atualmente com os seguintes lugares declarados como Patrimônio da Humanidade pela UNESCO:
| | Butroto |
| Bem cultural inscrito em 1992, estendido em 1999 e modificado em 2007. |         |
| Localização: Vlorë |         |
| Habitado desde a pré-história, o sítio de Butroto foi sucessivamente colônia grega, cidade romana e sede de bispado. Após um período de prosperidade sob o domínio de Bizâncio e uma breve ocupação de Veneza, a cidade foi abandonada no final da Idade Média devido à formação de terrenos pantanosos em seus arredores. Hoje, é um sítio arqueológico onde você pode ver ruínas representativas de cada uma das etapas de sua história. (UNESCO/BPI) |         |

| | Centros Históricos de Berati e Gjirokastër |
| Bem cultural inscrito em 2005, estendido em 2008. |                                            |
| Localização: Berati / Gjirokastër |                                            |
| Localizada no vale do rio Drinos, no sul da Albânia, a histórica cidade de Gjirokastër é um dos raros exemplos de uma cidade otomana bem preservada. Construída por proprietários de terras, Gjirokastër está estruturada em torno da antiga cidadela do século XIII e sua arquitetura é caracterizada por suas casas de torres chamadas em turco kullë ("torre"). Uma cidade típica dos Balcãs, Gjirokastër tem exemplos notáveis deste tipo de casa cuja construção remonta ao século XVII, embora algumas das mais sofisticadas datam do início do século XIX. Um kullë típico consiste em um piso térreo elevado acima do solo, um primeiro andar para a vida de inverno e um segundo para o verão. A decoração interior é muito ornamentada e inclui pinturas com motivos florais, sobretudo nos quartos destinados aos hóspedes. Gjirokastër também tem um bazar, uma mesquita e duas igrejas do século XVIII. (UNESCO/BPI) |                                            |

| | Florestas primárias de faias dos Cárpatos e de outras regiões da Europa |
| Bem natural inscrito em 2007, estendido em 2011, 2017 e 2021. |                                                                         |
| Este bem é compartilhado com: Áustria, Bélgica, Bulgária, Croácia, Eslováquia, Itália, Polónia, Roménia, Eslovênia, Espanha e Ucrânia. |                                                                         |
| Localização: Kukës / Elbasani |                                                                         |
| Esta extensão transfronteiriça do Patrimônio Mundial de grãos cárpatos primários e antigas florestas de Beedland da Alemanha (Alemanha, Eslováquia e Ucrânia) abrange 12 países. Desde o fim da última Era Glacial, as beterrabas europeias se espalharam de alguns refúgios isolados nos Alpes, nos Cárpatos, no Mediterrâneo e nos Pirenéus por um curto período de alguns milhares de anos em um processo que ainda perdura. Essa expansão bem sucedida está relacionada à flexibilidade das árvores e tolerância a diferentes condições climáticas, geográficas e físicas. (UNESCO/BPI) |                                                                         |

| | Região Natural, Histórica e Cultural de Ócrida |
| Bem misto inscrito em 2019. |                                                |
| Localização: Korçë |                                                |
| Em 1979, o sítio formado pelas margens do Lago de Ocrida na Macedônia do Norte, bem como a cidade de mesmo nome e a região circundante, foram inscritos na Lista do Patrimônio Mundial. Com a extensão de 2019, o local cobre a costa do lago na Albânia, incluindo a pequena península noroeste de Lin e a faixa ribeirinha que se estende até a fronteira com a Macedônia. Esta península abriga os restos de uma capela cristã fundada em meados do século VI. Perto da costa albanesa existem três áreas, localizadas em águas rasas, nas quais permanecem vestígios de habitações lacustres pré-históricas sobre palafitas. Excepcional geologicamente, o Lago de Ocrida é o lar de inúmeras espécies endêmicas de plantas e animais aquáticos que datam da Era Terciária. (UNESCO/BPI) |                                                |

## Lista Indicativa
Em adição aos sítios inscritos na Lista do Patrimônio Mundial, os Estados-membros podem manter uma lista de sítios que pretendam nomear para a Lista de Patrimônio Mundial, sendo somente aceitas as candidaturas de locais que já constarem desta lista. Desde 2021, a Albânia apresenta 4 locais em sua Lista Indicativa.
| Sítio                           | Imagem | Localização | Ano  | Dados UNESCO      | Descrição |
| ------------------------------- | ------ | ----------- | ---- | ----------------- | --- |
| Anfiteatro de Durrës            |        | Durrës      | 1996 | Cultural: v       | O anfiteatro romano de Durrës era o maior dos Balcãs. O anfiteatro tem uma forma elíptica com o eixo mais longo de 136 metros e tinha 20 metros de altura. Tinha uma capacidade de até 20.000 espectadores. Após o século IV d.C., o anfiteatro deixou de servir ao seu propósito e foi gradualmente abandonado. Escavações sistemáticas no local começaram em 1966. |
| Tumbas Reais de Selcë e Poshtme |        | Korçë       | 1996 | Cultural: iii     | Os túmulos dos Ilírios estão localizados perto da cidade de Pogradec, perto da vila de Selcë e Poshtme. A maioria dos túmulos foram criados no século III a.C. e foram esculpidos na rocha. Inicialmente construídos para reis da Ilíria, alguns dos túmulos foram posteriormente reutilizados. |
| Cidade Antiga de Apolônia       |        | Fier        | 2014 | Misto: ii, iii, x | A cidade de Apolônia provavelmente foi fundada no século VI a.C. por colonos gregos de Corfu e Corinto. A cidade floresceu no século IV a.C. e foi um importante centro comercial e econômico, uma das cidades mais importantes da bacia do Adriático. Durante a época romana, era uma das portas de entrada para a Via Egnatia. Ao longo de sua existência, a cultura e o desenvolvimento geral da cidade mantiveram um claro caráter grego, mantendo uma estreita relação com o interior da Ilíria. A cidade foi abandonada durante o período medieval. |
| Fortaleza de Bashtovë           |        | Tirana      | 2017 | Cultural: iv      | Segundo fontes otomanas, o castelo foi construído pelos venezianos para proteger rotas importantes. Os otomanos a conquistaram em 1478 e fizeram outras modificações estruturais. O castelo tinha uma planta retangular, 60 metros por 90 metros, e tinha três entradas. Duas torres circulares e uma torre retangular ainda são preservadas hoje. |